# Ghiacciaio Hoek
Il ghiacciaio Hoek (in inglese Hoek Glacier) (66°00′S 65°04′W) è un ghiacciaio situato sulla costa di Graham, nella parte occidentale della Terra di Graham, in Antartide. Il ghiacciaio, il cui punto più alto si trova 259 m s.l.m., fluisce verso ovest fino a entrare nella cala di Dimitrov, a nord-est di punta Veshka, sulla costa nord-occidentale della penisola Velingrad.

## Storia
Il ghiacciaio Hoek è stato avvistato e mappato per la prima volta durante la spedizione britannica nella Terra di Graham, 1934-37, al comando di John Rymill. Nel 1959 è stato poi così battezzato dal Comitato britannico per i toponimi antartici in onore di Henry W. Hoek (1878—1951), un pioniere svizzero dello sci alpino autore di uno dei primi manuali di sci.